# 列肆增一
蛇夫座21，又名BD+01 3323，HD 152127、SAO 121911、HR 6255，是蛇夫座的一颗恒星，视星等为5.51，位于銀經19.35，銀緯27.04，其B1900.0坐标为赤經16h 46m 20.5s，赤緯+1° 27.04′ 11″。